# Alfred Sedó i Peris-Mencheta
Alfred Sedó i Peris-Mencheta (Barcelona, 1901-1983) fou un industrial i polític català. Fill de l'empresari i erudit Artur Sedó i Guixard i germà de Joan Sedó i Peris-Mencheta.
Vinculat al Partit Republicà Radical, va ser director general de comerç del Primer Govern Radical de la Segona República Espanyola i sotssecretari de treball del Segon.
Fou conseller d'economia i agricultura i després de finances durant el 1935 durant el període en què la Generalitat de Catalunya estava sota el Governador general.